# Echeneidae
Echeneidae (remora's of zuigbaarzen) zijn een familie van straalvinnige vissen uit de orde van de baarsachtigen (Perciformes).

## Kenmerken
Zij kunnen 30-90 cm lang worden. Hun voorste rugvin bevat een ovaalvormig orgaan met zuignappen die zich kunnen openen en sluiten. Hiermee kunnen zij zich vastzuigen aan de huid van grotere zeedieren zoals haaien, manta's, tonijnen, zwaardvissen, of zelfs aan schepen. Zij zwemmen met slingerende of boogvormige bewegingen. Hun relatie met de vissen waarop zij zich vastzuigen wordt gezien als een vorm van mutualisme. Zij laten zich vervoeren en profiteren van onder andere uitwerpselen of restanten van andere vissen.

## Geslachten

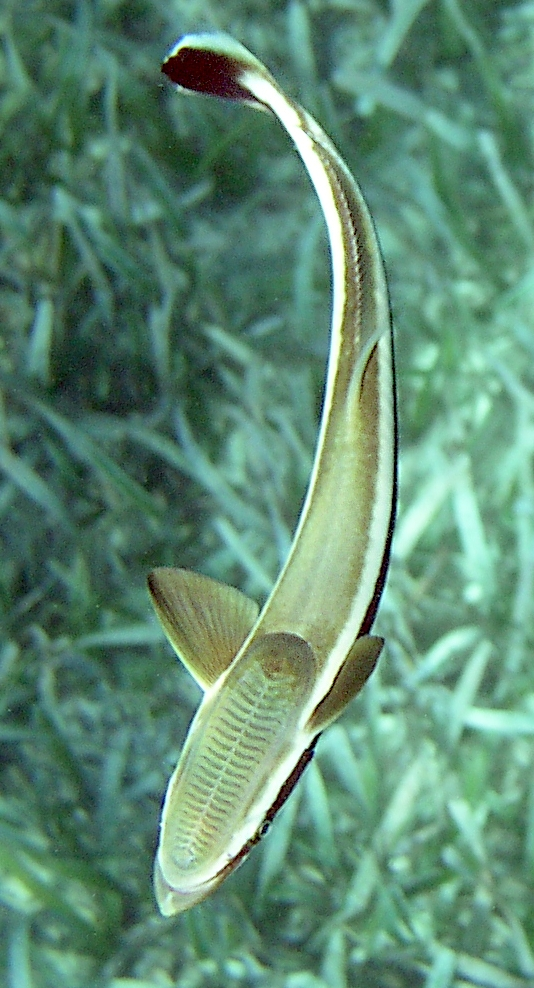
Bovenaanzicht

- Echeneis Linnaeus, 1758
- Phtheirichthys Gill, 1862
- Remora Gill, 1862